# Nitromethaan
Nitromethaan is een organische verbinding met als brutoformule CH3NO2. Het is de eenvoudigste organische nitroverbinding. De stof komt voor als een licht-viskeuze, zeer polaire vloeistof, die goed oplosbaar is in water.
Nitromethaan wordt in een groot aantal industriële processen gebruikt (als oplosmiddel, extractievloeistof en schoonmaakmiddel). In de organische synthese treedt het op als intermediair in de bereiding van geneesmiddelen, pesticiden, explosieven, vezels en verven.

## Synthese
Nitromethaan wordt bereid door de reactie tussen natriumchlooracetaat met natriumnitriet in een waterige oplossing:
{\displaystyle {\ce {ClCH2COONa + NaNO2 + H2O -> CH3NO2 + NaCl + NaHCO3}}}
Het gevormde nitromethaan wordt weggedistilleerd en voorzichtig gedroogd.

## Toepassingen

### Organische synthese
Nitromethaan is een veel gebruikt oplosmiddel in de organische chemie en de elektrochemie.
In de organische synthese wordt nitromethaan toegepast als synthon voor 1 koolstofatoom. De zwak zure eigenschappen maken het mogelijk een proton aan het molecule te onttrekken, waardoor een groot aantal reacties die voor de carbonylgroep beschreven zijn mogelijk wordt. Zo kan, met een  basische katalysator, nitromethaan adderen aan aldehyden in een 1,2-additie: dit wordt de Henry-reactie genoemd. Nitromethaan kan tevens gebruikt worden als Michaeldonor voor de Michael-additie aan alfa,bèta-onverzadigde carbonylverbindingen.

### Motorbrandstof
Nitromethaan wordt als brandstof toegepast in de dragrace, motorsprint en als bestanddeel van brandstof voor bepaalde modelbouwmotoren. Het wordt bijna altijd gemengd met methanol vanwege het koelende effect.
Met nitromethaan zijn zeer hoge specifieke vermogens te behalen: tot 750 pk per 1000 cc. Nitromethaan is echter niet in alle wedstrijdklassen toegestaan; soms moet handelsbenzine worden gebruikt.
Het zuurstofgehalte van nitromethaan is hoog genoeg om het (vrijwel) zonder zuurstof uit de lucht te laten reageren - in tegenstelling tot benzine:
{\displaystyle {\ce {4CH3NO2 + 3O2 -> 2N2 + 4CO2 + 6H2O}}}
Om 1 kg benzine te verbranden is 14,6 kg lucht nodig, terwijl voor eenzelfde hoeveelheid nitromethaan slechts 1,7 kg lucht nodig is. Omdat een cilinder per slag slechts een beperkte hoeveelheid gasmengsel kan bevatten kan er per slag 8,7 keer zoveel nitromethaan als benzine worden verbrand. Omdat de energie-inhoud van benzine 42 tot 44 MJ/kg bedraagt en nitromethaan niet verder komt dan 11,3 MJ/kg is het netto-effect dat nitromethaan ongeveer 2,3 keer zoveel energie levert als benzine.
Nitromethaan kan ook zonder zuurstof gebruikt worden. Zonder extra zuurstof ontleedt nitromethaan in koolstofmonoxide, water en stikstofgas:
{\displaystyle {\ce {4CH3NO2 -> 2N2 + 4CO + 4H2O + 2H2}}}
De verbrandingssnelheid van nitromethaan bedraagt ongeveer 0,5 m/s, wat iets hoger is dan benzine. Deze eigenschap maakt nitromethaan geschikt voor motoren met een hoger toerental. De verbranding vindt ook bij een iets hogere temperatuur plaats (ongeveer 2400 °C). De grote verdampingswarmte (0,56 MJ/kg) in combinatie met de relatief grote hoeveelheid brandstof, hebben een groot koelend effect op de motor als geheel (ongeveer twee keer zo groot als voor methanol). De motor blijft daardoor relatief koel.
Nitromethaan wordt doorgaans in rijke brandstof-luchtmengsels gebruikt. Een deel van de verklaring ligt bij de mogelijkheid van verbranden zonder zuurstof, een ander deel bij ernstige kloppen en vroegtijdige ontsteking van het brandstof-luchtmengsel. Rijkere mengsels ontsteken minder makkelijk (kloppen minder) en hebben een kleinere verbrandingssnelheid.
Als rijke brandstof-luchtmengsels worden gebruikt vormen waterstofgas en koolstofmonoxide een deel van de verbrandingsproducten. Als deze reactieproducten, samen met onverbrand nitromethaan, aan het einde van de uitlaatpijp in contact komen met luchtzuurstof ontbranden ze vaak spectaculair.
Een nog hoger motorvermogen wordt bereikt door hydrazine aan de nitromethaan toe te voegen. Het nadeel van dit mengsel is dat nitromethaan en hydrazine een zeer instabiel zout vormen dat aan zuurstof in nitromethaan voldoende heeft om te ontbranden. Het grotere motorvermogen gaat bijgevolg gepaard met een sterk toegenoemen risico. Tevens is hydrazine een zeer giftige stof.
In modelvliegtuigjes en -auto's wordt een mengsel van nitromethaan en methanol gebruikt als brandstof. Het nitromethaangehalte varieert van 0 tot 65%, maar komt doorgaans niet boven 30%, want nitromethaan is relatief duur in vergelijking met methanol. Daarnaast is 10 tot 20% smeermiddel aanwezig (meestal wonderolie of een synthetische olie). Zelfs kleine hoeveelheden nitromethaan hebben al een verhogend effect op het motorvermogen.
Nitromethaan is ook gebruikt als brandstof voor raketten.

### Explosief
Nitromethaan stond tot het begin van de jaren 50 van de 20e eeuw niet bekend als sterk explosief. In die periode explodeerde een tankwagon in een trein. Na veel testen werd duidelijk dat nitromethaan zelfs een sterker explosief was dan TNT, hoewel TNT een hogere VOD (velocity of detonation) en brisantie (effectiviteit tegen harde doelen) heeft. Beide explosieven zijn relatief zuurstof-arm en extra explosief vermogen wordt verkregen door het toevoegen van een oxidator, bijvoorbeeld ammoniumnitraat. Een bekend voorbeeld waarbij dit explosief gebruikt werd is de aanslag op het Alfred P. Murrah Federal Building in Oklahoma City. Zuivere nitromethaan is een sterk explosief met een VOD van ongeveer 6200 m/s, al kunnen remmers gebruikt worden om de risico's in te perken. De genoemde trein-explosie was waarschijnlijk te wijten aan een adiabatische compressie, iets waar veel vloeibare explosieven gevoelig voor zijn. Dit gebeurt als kleine ingesloten luchtbelletjes snel samengedrukt worden waarbij de temperatuur snel stijgt. Nitromethaan kan gesensibiliseerd worden door een base toe te voegen.
PLX is het meest gebruikte vloeibare explosief. Hierin wordt nitromethaan gebruikt met ethyleendiamine als sensitizer. Andere amines die hiervoor gebruikt worden zijn tri-ethyleentetramine en ethanolamine.
Nitromethaan kan ook worden toegevoegd aan ammoniumnitraat, dat dan als oxidator optreedt. Het ontstane mengsel staat bekend als ANNM. Als explosief is dit krachtiger dan ANFO. Voor een goede verbranding zou een mengsel van 67% ammoniumnitraat en 33% nitromethaan gebruikt moeten worden. Omdat het product in deze mengverhouding slecht hanteerbaar is wordt vaak een verhouding van 75% ammoniumnitraat en 25% nitromethaan gebruikt.